# Bertrand Tillier
 (février 2021).
Pour les articles homonymes, voir Tillier.
Bertrand Tillier (né en 1968 à Châteauroux) est un historien et un universitaire français, historien de l'art, historien des représentations et historien du patrimoine.

## Biographie
Docteur en histoire de l'art contemporain (1996), Bertrand Tillier a été successivement maître de conférences à l'université Paris 1 Panthéon-Sorbonne (2000-2009) et professeur à l'université de Bourgogne (2009-2016) où il a enseigné l’histoire de l’art contemporain et la culture visuelle des XIXe et XXe siècles et où il a dirigé le Centre Georges Chevrier (UMR CNRS, 2011-2016) devenu l'UMR LIR3S. Depuis 2016, il est professeur d'histoire contemporaine à l'université Paris 1 Panthéon-Sorbonne, où ses enseignements portent sur l'histoire de la culture visuelle, l'histoire des médias et l'histoire du patrimoine. Au sein de cette université, il est chercheur au Centre d'histoire du XIXe siècle, qu'il co-dirige avec Jacques-Olivier Boudon. Depuis 2019, il dirige également les Éditions de la Sorbonne.
Les recherches conduites par Bertrand Tillier concernent principalement les rapports entre les objets visuels, les arts, les discours et la politique (la Commune de 1871, l’affaire Dreyfus, le socialisme, Mai 68, etc.), la critique d'art et l'historiographie de l'art (notamment autour la figure de l'historien d'art socialiste Léon Rosenthal), la performativité des images, les images médiatiques et périodiques (la presse illustrée, l’histoire de la caricature aux XIXe et XXe siècles), la reproductibilité des images fixes et la transmédialité des productions visuelles.
À partir de ces réflexions croisant l'histoire visuelle et l'histoire politique, Bertrand Tillier en entrepris, depuis plusieurs années de développer des recherches sur la vie sociale des images et des oeuvres d'art dans l'espace public et médiatique, en privilégiant une approche patrimoniale des éphémères illustrés et imprimés ou de l'artisanat de tranchée pendant la Grande Guerre ou encore des statues contestées (XVIIIe-XXIe siècles), mais en s'intéressant aussi aux mécanismes de constitution d'une culture populaire par les usages ethnographiques de la collecte et de la photographie au Musée national des arts et traditions populaires (1930-1970).
Bertrand Tillier a été le commissaire* (ou le conseiller scientifique) de différentes expositions :
- Les marionnettes de Maurice Sand* (en collaboration avec Claudette Joannis, Caisse nationale des Monuments historiques, Domaine de Nohant, 1997).
- Des cheminées dans la plaine* (Saint-Denis, musée d’art et d’histoire, 1998).
- Autour de Fenosa sculpteur* (Oradour-sur-Glane, Centre de la Mémoire, 1999).
- À la charge ! La caricature dans tous ses états* (Saint-Denis, musée d’art et d’histoire, 2005).
- L’impôt, une passion française, 100 ans d’affiches et de caricatures* (en collaboration avec Nicolas Delalande et Michel Dixmier, Blois, Médiathèque Abbé Grégoire, 9e édition des Rendez-vous de l’histoire, 2006).
- Quand le crayon attaque, Images satiriques et opinion publique en France, 1814-1918* (en collaboration avec Bruno Guignard, Annie Duprat et Michel Dixmier, Blois, Médiathèque Abbé Grégoire, 10e édition des Rendez-vous de l’histoire, 2007).
- Apel.les Fenosa, Dibuixos* (Barcelone, Generalitat de Catalunya, Palau Moja, 2008).
- La Presse à la une, De la gazette à internet (Paris, Bibliothèque nationale de France, 2012).
- Vive le dessin libre ! De Gaulle en caricatures (Paris, Historial Charles de Gaulle, musée de l’Armée, Hôtel des Invalides, 2012).
- Clemenceau et les artistes modernes (Les Lucs-sur-Boulogne, Historial de la Vendée, 2013-2014).
- Clemenceau croqué (Mouilleron-en-Pareds, Musée national Clemenceau-de Lattre, 2013-2014).
- Les Malassis, une coopérative de peintres toxiques (1968-1981)* (en collaboration avec Vincent Chambarlhac et Julien Hage, Dole, musée des beaux-arts, 2014).
- France-Allemagne(s), 1870-1871, La guerre, la Commune, les mémoires, Paris, musée de l’Armée, Hôtel national des Invalides, 2017).
- Jules Adler (1865-1952) ; Peindre sous la IIIe République* (en collaboration avec Vincent Chambarlhac et Amélie Lavin, Dole, musée des beaux-arts / Evian, Palais Lumière / Roubaix, La Piscine / Paris, musée d'art et d'histoire du Judaïsme, 2017-2019).
- Villes ardentes, Art, travail, révolte, 1870-1914* (en collaboration avec Emmanuelle Delapierre, Caen, musée des beaux-arts, 2020)[1].
- En jeu ! Les artistes et le sport, 1870-1930* (en collaboration avec Erik Desmazières et Aurélie Gavoille, Paris, Musée Marmottan, 2024).

En collaboration avec Aude Fauvel et Sophie Lhermitte, il a été le commissaire de l'exposition virtuelle Derniers dessins d’un fou à lier, André Gill caricaturiste (Centre d'histoire du XIXe siècle, 2008), qui a également donné lieu à un livre paru aux Editions du Lérot (2010).
Avec Vincent Chambarlhac et Thierry Hohl, il anime le site web de ressources documentaires, consacré à l'œuvre et la personnalité de Léon Rosenthal (1870-1932), militant, critique et historien de l'art.
Avec Myriam Tsikounas, Bertrand Tillier a codirigé la revue de sciences humaines Sociétés & Représentations (2008-2020). Il est par ailleurs membre du comité de rédaction (ou de lecture) des revues : Communication (Université Laval, Québec, Canada), Nouvelles de l'estampe (Paris, Comité national de la gravure française / Bibliothèque nationale de France), Écrire l’histoire (université Paris-7 Denis Diderot) et Les Annales de Bourgogne.
Avec Maureen Murphy, Bertrand Tillier co-dirige la collection "L'Ouvroir des patrimoines", aux Editions de la Sorbonne.
Bertrand Tillier est membre du Comité d'histoire de la ville de Paris (2015-…). Il est également membre du conseil scientifique du Mucem (2023-…), du musée d'Orsay (2023-…) et du futur Conservatoire national de la Presse (Bibliothèque nationale de France, 2023-2029). Il est membre du comité de pilotage de préfiguration de la Maison du dessin de presse (depuis 2022) et a été chargé par le ministère de la Culture de la conception du parcours historique permanent de celle-ci (avec Laurent Bihl et Anne-Hélène Hoog).
Bertrand Tillier a reçu la médaille d’argent du Prix Guizot de l’Académie française (2023) pour son livre : La disgrâce des statues. Essai sur les conflits de mémoire, de la Révolution française à Black Lives Matter (Payot, 2022).
Bertrand Tillier a publié plusieurs ouvrages sur le sculpteur catalan Apel·les Fenosa (1899-1988) et notamment les deux catalogues raisonnés de son œuvre, en collaboration avec Nicole Fenosa : le Catalogue raisonné de l’œuvre sculpté de Fenosa (Barcelone, Poligrafa / Paris, Flammarion, 2002) et le Catalogue raisonné de l’œuvre graphique de Fenosa (Barcelone, Poligrafa, 2008). Il a été membre du conseil d'administration de la Fondation Fenosa (El Vendrell, Espagne) et vice-président de l'Association des amis d'Apel.les Fenosa (Paris).

### Publications

#### Essais
Bertrand Tillier est l'auteur des livres suivants :
- Maurice Sand marionnettiste ou les « menus plaisirs » d’une mère célèbre, Tusson, Du Lérot, 1992.
- La RépubliCature : la caricature politique en France, 1870-1914, Paris, CNRS Éditions, 1997, 173 p. (ISBN 2-271-05475-3, lire en ligne) (réédition 2002).
- Cochon de Zola ! ou les infortunes caricaturales d’un écrivain engagé, Paris, Librairie Séguier, 1998.
- Fenosa sculpteur (1899-1988), de l’identité à l’évanescence, Paris, Librairie Séguier, 2001.
- Ernest Nivet, le paysan, le sculpteur et la terre, Paris, Librairie Séguier, 2001.
- Émile Gallé, le verrier dreyfusard, Paris, Éditions de l'Amateur, 2004.
- La Commune de Paris, révolution sans images ? Politique et représentations dans la France républicaine (1871-1914), Seyssel, Champ Vallon, 2004.
- À la charge ! La caricature en France de 1789 à 2000, Paris, Éditions de l'Amateur, 2005.
- Documents Fenosa, (en collaboration avec Nicole Fenosa), Barcelone, Poligrafa, 2006.
- Courbet face à la caricature, Le chahut par l’image, Paris, Éditions Kimé, 2007 (en collaboration avec Thomas Schlesser).
- Les artistes et l'affaire Dreyfus, 1898-1908, Seyssel, Champ Vallon, 2009.
- La belle noyée, Enquête sur l'Inconnue de la Seine, Paris, Éditions Arkhê, 2011[2].
- Napoléon, Rude et Noisot, Histoire d'un monument d'outre-tombe, Paris, Éditions de l'Amateur, 2012.
- Léon Rosenthal (1870-1932), militant, critique et historien de l'art, Paris, Éditions Hermann, 2013 (en collaboration avec Vincent Chambarlhac et Thierry Hohl).
- Vues d'atelier : une image de l'artiste de la Renaissance à nos jours, Paris, Citadelles & Mazenod, 2014.
- L'Art et l'État. Une enquête de la BBC en 1936, Seyssel, Champ Vallon, 2015.
- Caricaturesque - La caricature en France, toute une histoire : 1789 à nos jours, Paris, Éditions de la Martinière, 2016.
- L'art du XIXe siècle, (dir. B. Tillier), Paris, Citadelles & Mazenod, 2016.
- Aux confins des arts et de la culture, Approches thématiques et transversales, XVIe – XXIe siècle (co-dir. Philippe Poirrier et B. Tillier), Rennes, Presses universitaires de Rennes, 2016.
- Khalil Bey, Parisien de Stamboul, Tusson, Du Lérot, 2016 (réédition augmentée, 2020).
- Le Trait 68, insubordination graphique et contestations politiques, 1966-1977, Paris, Éditions Citadelles & Mazenod, 2018 (en collaboration avec Vincent Chambarlhac et Julien Hage).
- L’artiste dans la cité, 1871-1918, Ceyzérieu, Champ Vallon, coll. « Époques », 2019
- Déjouer la guerre ? Une histoire de l’art des tranchées (1914-1918), Strasbourg, Presses universitaires de Strasbourg, coll. « Cultures visuelles », 2019.
- Un sculpteur à Oradour-sur-Glane, Fenosa, la statue et les ruines, Tarragone, Fundacio Apel.les Fenosa, 2020.
- L’Emotion Notre-Dame, Quand la France s’enflamme…, Paris, Éditions B2, 2020 (en collaboration avec Sébastien Le Pajolec).
- Dérégler l'art moderne, De la caricature au caricatural, Paris, Éditions Hazan, 2021.
- Cartes postales illustrées en guerre (1914-1918) (B. Tillier, dir.), Paris, CNRS Éditions, 2021.
- Ni Fakir ni Birman, S'inventer une célébrité dans les années 1930, Cherbourg, Le Point du jour, coll. « Situations des images », 2022.
- La disgrâce des statues. Essai sur les conflits de mémoire, de la Révolution française à Black Lives Matter, Payot, 2022.
- Mon père, appelé en Algérie (photographies de René Tillier), Grâne, Créaphis Editions, coll. « Format Passeport », 2023.
- Mérovak, L’homme des cathédrales, Du symbolisme au patrimoine (1874-1955), Ceyzérieu, Champ Vallon, coll. « Dix-neuvième », 2023.
- Le Réalisme, "Puisque réalisme il y a", Paris, Paris, Citadelles & Mazenod, 2024.

#### Éditions scientifiques
Bertrand Tillier a établi les éditions scientifiques suivantes :
- George Sand, Le Théâtre des marionnettes de Nohant, [1876], Rezé, Éditions Séquences, 1998.
- Jules Castagnary, Gustave Courbet, [1882], Rezé, Éditions Séquences, 2000.
- Jules Castagnary, Gustave Courbet et la colonne Vendôme, [1883], Tusson, Du Lérot, 2000.
- Cham, Parodies littéraires, Paris, Philéas Fogg / La Chasse au Snark, 2003.
- Remy de Gourmont, Les arts et les ymages, Rezé, Éditions Séquences, 2006.
- André Gill, Mémoires et correspondance d’un caricaturiste, Seyssel, Champ Vallon, coll. « Dix-neuvième », 2006.
- Léon Rosenthal, Chroniques d’art del’Humanité, 1909-1917, [en collaboration avec Vincent Chambarlhac et Thierry Hohl], Dijon, Éditions universitaires de Dijon, coll. « Sources », 2012.
- Les Français peints par eux-mêmes, Paris, Éditions de l’Amateur, 2012.
- Léon Rosenthal, Correspondance croisée, Dijon, Les Presses du réel, coll. « L'écart absolu », 2014.
- Léon Rosenthal, Villes et villages français après la Grande Guerre, Aménagement, restauration, embellissement, extension, [en collaboration avec Vincent Chambarlhac et Thierry Hohl], Gollion (Suisse), InFolio, coll. « Archigraphy poche », 2014.

#### Choix d'articles
- « Nationalisme et « culture visuelle » », Perspective, 3 | 2007, 478-481 [mis en ligne le 31 mars 2017, consulté le 07 février 2022. URL : http://journals.openedition.org/perspective/3634 ; DOI : https://doi.org/10.4000/perspective.3634].
- « Du caricatural dans l’art du XXe siècle », Perspective, 4 | 2009, 538-558 [mis en ligne le 07 août 2014, consulté le 07 février 2022. URL : http://journals.openedition.org/perspective/1266 ; DOI : https://doi.org/10.4000/perspective.1266].
- « La carte postale, multiple documentaire du chef-d’œuvre », Perspective, 2 | 2019, 239-248 [mis en ligne le 30 juin 2020, consulté le 07 février 2022. URL : http://journals.openedition.org/perspective/15875 ; DOI : https://doi.org/10.4000/perspective.15875].